# Affaire Vincent Lambert
Pour les articles homonymes, voir Lambert.
Ne doit pas être confondu avec Affaire Vincent Humbert.
L'affaire Vincent Lambert est une affaire médico-politico-judiciaire française des années 2010 liée au débat sur l'acharnement thérapeutique, le droit des personnes en situation de handicap et l'euthanasie. À la suite d'un accident de la route survenu en 2008, Vincent Lambert, né le 20 septembre 1976, plonge dans un état végétatif chronique dit « syndrome d'éveil non-répondant ». Les membres de sa famille sont en conflit concernant les suites à donner. Plusieurs décisions de justice ont coup sur coup, durant plus de six ans, suspendu puis validé l'arrêt des traitements sans que l'état du patient ne s'améliore ou se dégrade. Vincent Lambert meurt le 11 juillet 2019 au CHU de Reims, après huit jours et demi d'agonie suite à une privation d'alimentation. Cette affaire très médiatisée a fortement contribué au débat sur l'euthanasie en France et sur la loi Leonetti.

## Vincent Lambert
Vincent Lambert est né Vincent Philippon le 20 septembre 1976 à Châteauroux, au sein d'une fratrie recomposée de neuf enfants. Il est le premier enfant du couple formé par Pierre et Viviane Lambert, fervents catholiques alors encore mariés chacun de leur côté, avec des enfants d'un premier lit. 
Pierre Lambert (né en 1929,), responsable départemental de Laissez-les vivre, ligue anti-avortement opposée à la loi Veil, est gynécologue et père de deux enfants. Viviane Philippon (1945-2022,) est sa secrétaire, de 16 ans sa cadette, et a déjà trois enfants. C'est après la naissance de leur quatrième enfant qu'ils officialisent leur liaison et divorcent. Vincent Lambert est reconnu en 1982 par son père biologique Pierre, et adopte alors son nom. 
À partir de l'âge de 9 ans, Vincent Lambert est agressé sexuellement par Philippe Peignot, un prêtre de la Fraternité Saint-Pie X, communauté religieuse traditionaliste. Vincent passe son baccalauréat à Reims « et s'éloigne de la religion, du moins des options traditionalistes de ses parents, comme la plupart des membres de la fratrie ». Il devient[Quand ?] infirmier en psychiatrie au centre hospitalier de Châlons-en-Champagne, où il rencontre une étudiante infirmière en psychiatrie, Rachel, qu'il épouse le 24 avril 2007 et avec qui il a une fille un an plus tard.
Le 29 septembre 2008, un grave accident de la route le laisse profondément handicapé. S'ensuit un long processus médical, juridique, puis politique et médiatique, visant à déterminer la nature de son état, et, partant de là, à décider de l'opportunité de poursuivre ou non les soins de maintien en vie.
Vincent Lambert meurt le 11 juillet 2019 à 8 h 24 au CHU de Reims. Après une autopsie, son corps est restitué le 12 juillet à sa veuve, Rachel Lambert. Ses obsèques et une cérémonie religieuse ont lieu le 13 juillet, dans l'intimité familiale, en l'église Saint-Dagobert à Longwy, là où il est ensuite inhumé. Tous les membres de la famille, bien que divisés sur cette affaire, sont présents.

## Chronologie

### Évolution de la situation médicale de Vincent Lambert
Le 29 septembre 2008, un accident de la route provoque un traumatisme crânien qui plonge Vincent Lambert dans un coma végétatif. Après un séjour de près d'une année au centre d'éveil de Berck-sur-Mer, Vincent Lambert est transféré au Centre hospitalier universitaire de Reims. En 2011, a lieu la première expertise médicale de Vincent Lambert au COMA Science Group du Centre hospitalier universitaire de Liège. L'expertise constate « une perception de la douleur et des émotions préservées. L'essai de contrôle volontaire de la respiration met en évidence une réponse à la commande ». Selon le rapport, « Vincent Lambert [est] dans un état pauci-relationnel impliquant la persistance d'une perception émotionnelle et l'existence de possibles réactions à son environnement [et dès lors], l'alimentation et l'hydratation artificielles [n'ont] pas pour objet de le maintenir artificiellement en vie ».
Depuis 2011, Vincent Lambert est immobilisé en état de conscience minimal, il n'est relié à aucune machine, mais, ne pouvant pas déglutir correctement, il est nourri artificiellement. Après son retour au CHU de Reims, quatre-vingt-sept séances d'orthophonie ont été pratiquées sur cinq mois, du 6 avril au 3 septembre 2012, pour tenter d'établir un code de communication. Ces séances ont échoué du fait de la non-reproductibilité des réponses. Pour l'équipe médicale, Vincent ne fait pas semblant. Malgré l'échec des séances d'orthophonie, des membres du personnel soignant constatent des manifestations comportementales dont ils pensent qu'elles « pourraient être interprétées comme une opposition aux soins de toilette, traduisant un refus de vie ». À la suite de ces constats et se fondant sur son analyse de l'absence d'évolution neurologique favorable du patient, son médecin engage la procédure collégiale prévue par l'article R. 4127-37 du Code de la santé publique.
Le 10 avril 2013, son médecin conclut à une « obstination déraisonnable » au sens de l'article L.1110-5, décidant par conséquent d'arrêter l'alimentation artificielle et de diminuer l'hydratation de Vincent Lambert. Le rapport d'expertise demandé par le Conseil d'État, déposé le 26 mai 2014, conclut que l'état clinique de Vincent Lambert correspond à un « état végétatif », avec « des troubles de la déglutition, une atteinte motrice sévère des quatre membres, quelques signes de dysfonctionnement du tronc cérébral » et « une autonomie respiratoire préservée ». L'évolution clinique est marquée par la disparition des fluctuations de l'état de conscience qui avaient été constatées lors du bilan effectué en juillet 2011 au Coma Science Group du CHU de Liège, ainsi que par l'échec des tentatives thérapeutiques actives préconisées lors de ce bilan, ce qui suggère « une dégradation de l'état de conscience depuis cette date, ». La sévérité de l'atrophie cérébrale et des lésions observées, et le délai de cinq ans et demi écoulé depuis l'accident initial, conduisent à estimer les lésions cérébrales irréversibles. Vincent Lambert peut réagir aux soins qui lui sont prodigués et à certaines stimulations, mais les experts indiquent que les caractéristiques de ces réactions suggèrent qu'il s'agit de réponses non conscientes et n'estiment pas possible d'interpréter ces réactions comportementales comme témoignant d'un « vécu conscient de souffrance » ou manifestant une intention ou un souhait concernant l'arrêt ou la poursuite du traitement qui le maintient en vie.
Le 22 novembre 2018, les experts mandatés par le tribunal administratif de Châlons-en-Champagne confirment son « état végétatif chronique irréversible ». Le rapport indique également que sa prise en charge limitée à la couverture de ses « besoins fondamentaux primaires ne relève pas de l'acharnement thérapeutique ou d'une obstination déraisonnable » et que la condition médicale de Vincent Lambert « n'appelle aucune mesure d'urgence ». Le rapport indique en outre : « il existe en France des structures pouvant l'accueillir jusqu'à sa disparition si le maintien au CHU de Reims s'avérait impossible pour des raisons autres que relevant de la simple technique médicale ». Leurs conclusions sont fondées sur deux moments où ils ont examiné Vincent Lambert, le 7 septembre au soir et le lendemain matin, avec seize heures d'intervalle.
Le 20 mai 2019, l'arrêt des soins commence au CHU de Reims dans un premier temps, avant d'être suspendu à la suite d'une décision de la Cour d'appel de Paris plus tard dans la journée. Le 2 juillet 2019, à la suite de la décision de la Cour de cassation du 28 juin, le médecin de Vincent Lambert annonce la poursuite de la procédure d'arrêt des traitements initiée le 20 mai pour le jour même. Le 11 juillet 2019, l'arrêt des fonctions vitales est constaté à 8 h 24. Vincent Lambert meurt à l'âge de 42 ans, après onze années passées en état végétatif .

### Procédures judiciaires
10 avril 2013 : À la suite d'une procédure collégiale menée au sein du CHU de Reims et avec l'accord de l'épouse Rachel Lambert, mais sans informer les parents et les frères et sœurs, le Docteur Kariger, médecin responsable de Vincent Lambert, décide que le maintien des soins d'hydratation et d'alimentation artificielles constitue une « obstination déraisonnable », et décide de cesser de l'alimenter pour que sa vie prenne fin, tout en limitant son hydratation,,.
9 mai 2013 : Ayant appris « par hasard » dix-sept jours plus tard le lancement de la procédure, Pierre et Viviane Lambert, les parents de Vincent, et deux de ses huit frères et sœurs, saisissent en référé le tribunal administratif de Châlons-en-Champagne.
11 mai 2013 : Le tribunal administratif ordonne en urgence le rétablissement de l'alimentation et de l'hydratation artificielle 31 jours après le lancement de la procédure. Le tribunal justifie sa décision par l'absence de consultation des membres de la famille de Vincent Lambert, qui ont saisi la justice pour suspendre l'arrêt des soins,,.

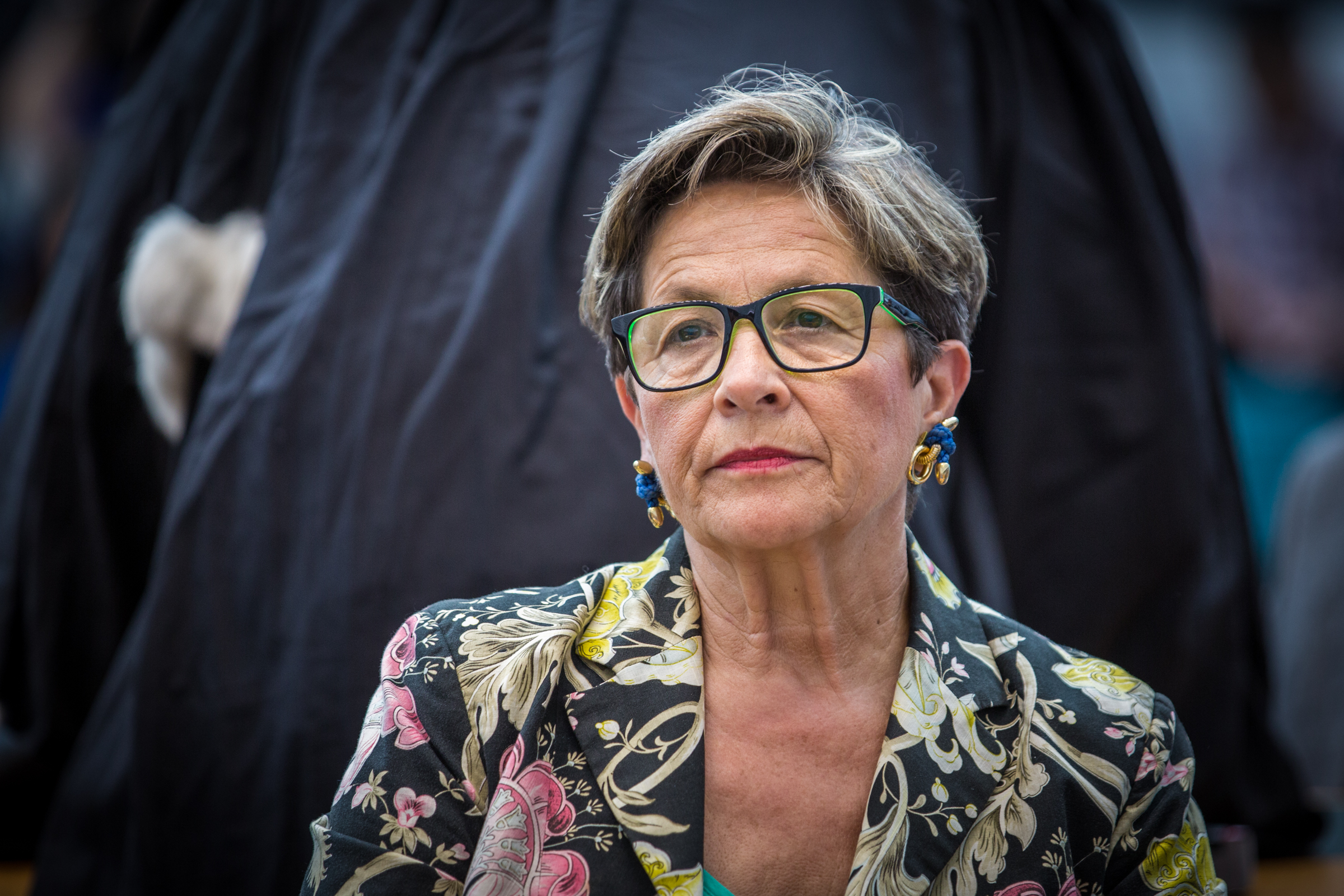
La mère de Vincent Lambert devant la CEDH, le 5 juin 2015.

Septembre 2013 : La famille de Vincent Lambert au complet est convoquée par l'équipe médicale pour réengager le processus.
9 décembre 2013 : La « procédure collégiale de fin de vie », prévue par la loi Leonetti, est engagée, contre l'avis de ceux des membres de la famille de Vincent Lambert qui sont opposés à cette procédure.
16 janvier 2014 : Le tribunal administratif de Châlons-en-Champagne, à nouveau saisi, redemande de ne pas appliquer la nouvelle décision, estimant que « la poursuite du traitement n'était ni inutile ni disproportionnée et n'avait pas pour objectif le seul maintien artificiel de la vie », et que le docteur Éric Kariger, à la tête de l'équipe médicale responsable de Vincent Lambert, « a apprécié de manière erronée la volonté de Vincent Lambert en estimant qu'il souhaiterait opposer un refus à tout traitement le maintenant en vie ».
27 janvier 2014 : Cinq frères et sœurs de Vincent n'ayant pas pris part à la procédure judiciaire, ainsi qu'un neveu déjà impliqué, en appellent publiquement à Marisol Touraine, ministre de la Santé, pour que le CHU assume ses responsabilités et fasse appel de la décision du tribunal administratif devant le Conseil d'État, plus haute juridiction administrative française.
28 janvier 2014 : Rachel Lambert, l'épouse de Vincent Lambert, annonce son intention de saisir le Conseil d'État.
14 février 2014 : Le juge du Conseil d'État, saisi du sort de Vincent Lambert par son épouse, le CHU de Reims et un neveu, renvoie la décision à une formation collégiale, au vu de la complexité de la question soulevée. Il ordonne une expertise médicale par trois médecins spécialistes et des « observations écrites » de la part de l'Académie de médecine, du CCNE, du Conseil de l'Ordre des médecins et du député Jean Leonetti (rapporteur de la loi sur la fin de vie de 2005).
mars / avril 2014 : Les trois spécialistes reconnus en neurosciences effectuent une nouvelle expertise médicale de Vincent Lambert et concluent à l'absence d'espoir d'amélioration.
24 juin 2014 : Le Conseil d'État considère légale la décision du CHU et réforme le jugement du tribunal administratif de Châlons-en-Champagne rendu le 16 janvier 2014 sur l'irréversibilité de ses lésions cérébrales et sur la dégradation de son état. Vincent Lambert est désormais considéré comme étant dans un état végétatif chronique. Quelques heures plus tard, la Cour européenne des droits de l'homme (CEDH), saisie la veille par les membres de la famille de Vincent Lambert qui craignaient une décision défavorable, ordonne à titre conservatoire la suspension provisoire du jugement. La Cour interdit également tout déplacement du patient en vue d'arrêter son alimentation et son hydratation (le mot euthanasie n'est nulle part mentionné dans les demandes de la Cour faites à la France).
7 octobre 2014 : La CEDH annonce qu'elle va accélérer l'examen de la requête concernant Vincent Lambert,.
4 novembre 2014 : La chambre se dessaisit au profit de la Grande chambre.
7 janvier 2015 : La CEDH tient une audience de Grande chambre sur l'affaire « Lambert et autres contre France ».
5 juin 2015 : La CEDH rend sa décision sur l'arrêt des soins de Vincent Lambert. Par douze voix contre cinq, elle estime qu'« il n’y aurait pas violation de l’article 2 (de la convention européenne des droits de l’Homme, régissant le droit à la vie) en cas de mise en œuvre de la décision du conseil d’État autorisant l’arrêt des soins ».
26 juin 2015 : Les parents de Vincent Lambert déposent une demande en révision de cette décision devant la CEDH, invoquant des « éléments nouveaux et décisifs ».
6 juillet 2015 : La CEDH rejette la demande en révision, estimant que les éléments nouveaux « ne constituaient pas des faits nouveaux susceptibles d’exercer une influence décisive sur l’issue de l’affaire ».
15 juillet 2015 : La famille est convoquée au CHU de Reims. À la suite de cette réunion, l'équipe médicale, sous la responsabilité du docteur Simon qui a succédé au docteur Kariger, engage la procédure d'arrêt des traitements, employant les termes d'« obstination déraisonnable ». Les parents, refusant de se soumettre à cette décision, portent plainte pour « tentative d'assassinat et séquestration contre le CHU et les médecins qui se sont occupés ou s'occupent de Vincent Lambert ». Le 21 juillet, les évêques de Rhône-Alpes, région de résidence des parents de Vincent Lambert, s'élèvent contre une décision médicale qui « risque de provoquer délibérément sa mort ». Un second conseil de famille est prévu pour le 23 juillet 2015 afin d'annoncer la décision de l'équipe médicale.
23 juillet 2015 : L'équipe médicale décide de suspendre la procédure collégiale d'arrêt des soins car selon elle : « les conditions de sérénité et de sécurité nécessaires à la poursuite de cette procédure, tant pour Vincent Lambert que pour l'équipe soignante, ne sont pas réunies ». Le médecin de Vincent Lambert demande le placement sous protection judiciaire de son patient qui ferait l'objet d'un projet d'enlèvement, la mise sous protection de son service qui ferait l'objet de menaces, ainsi que la désignation par le procureur de la République d'un représentant légal pour Vincent Lambert.
9 octobre 2015 : François Lambert, neveu de Vincent, saisit la justice pour demander que le CHU de Reims soit contraint de mettre en œuvre la décision du docteur Kariger, et donc « de cesser sous quinzaine l'alimentation et l'hydratation artificielles de Vincent Lambert ». Le tribunal administratif de Châlons-en-Champagne rejette la demande d'arrêt des traitements, estimant que seul son médecin traitant actuel est à même de statuer sur ce type de décision.
10 mars 2016 : Rachel Lambert est nommée tutrice de son mari par le juge des tutelles de Reims et l'Union Départementale des Associations Familiales (UDAF) de la Marne comme subrogé-tuteur.
9 juin 2016 : L'avocat des parents Lambert saisit la Cour d'appel contre la décision du juge des tutelles et souhaite reprendre la procédure judiciaire du transfert de Vincent Lambert vers un établissement spécialisé.
16 juin 2016 : La cour administrative d'appel de Nancy, sur le recours du neveu François Lambert, désapprouve la décision du tribunal administratif de Châlons-en-Champagne en date du 9 octobre 2015. Elle décide que la suspension de la procédure par le Dr Simon doit donc être annulée, notamment parce qu'elle ne peut pas être prolongée sans limite. En conséquence, les médecins doivent reprendre la procédure de consultation d'experts pouvant conduire à l'arrêt des soins.
8 juillet 2016 : Estimant que « Rachel Lambert n'a pas failli et a rempli ses devoirs d'épouse », la Cour d'appel de Reims (Marne) confirme qu'elle est bien la tutrice principale de son mari.
12 octobre 2016 : Retour de l'affaire devant le Conseil d'État car le neveu François Lambert conteste l'inaction du CHU de Reims malgré le jugement du 16 juin 2016 lui enjoignant de reprendre la procédure collégiale.
8 décembre 2016 : La Cour de cassation rejette le pourvoi des parents contre la décision de la Cour d'appel de Reims, et Rachel Lambert est confirmée comme tutrice de son époux.
11 janvier 2017 : Les parents de Vincent Lambert portent plainte contre le CHU de Reims pour « délaissement de personne hors d'état de se protéger »,.
19 janvier 2017 : Le président français François Hollande répond publiquement à une demande écrite qui lui avait été envoyée par François Lambert (neveu de Vincent Lambert). Il refuse de prendre position ou d'engager une quelconque action envers le CHU, estimant que « ce ne peut pas être le président de la République qui en décide : c'est l'équipe médicale, c'est avec la famille ».
19 juillet 2017 : Le Conseil d'État confirme l'arrêt rendu par la cour administrative d'appel de Nancy. Les pourvois en cassation des parents de Vincent et du neveu François Lambert sont rejetés : l'annulation de la procédure suspendue sans limitation de durée par le docteur Simon est confirmée, et une éventuelle autre procédure devra alors être recommencée depuis le début, le médecin responsable de Vincent n'étant plus le même (entre-temps, le docteur Simon a démissionné du CHU de Reims).
13 décembre 2017 : La Cour de cassation rejette un pourvoi des parents de Vincent Lambert concernant plusieurs points : le droit à consulter le dossier médical de leur fils, la mesure de réglementation des visites mise en place, ainsi que le transfert de Vincent Lambert vers un autre établissement.
9 avril 2018 : À la suite d'une quatrième procédure collégiale, le docteur Sanchez, responsable de Vincent Lambert, annonce sa décision « d'arrêter les traitements » (nutrition et hydratation) sous dix jours.
20 avril 2018 : Sur le recours en référé des parents de Vincent Lambert qui refusent la décision du docteur Sanchez, le tribunal administratif de Châlons-en-Champagne ordonne une nouvelle expertise, confiée à trois médecins, qui devront rendre un rapport dans un délai d'un mois. Le recours des parents qui contestent la compétence de ces experts est rejeté par ce même tribunal le 6 juin, mais ces trois médecins se désistent le 10 juin, estimant ne pas pouvoir réaliser leur mission dans de bonnes conditions.
2 juillet 2018 : Le tribunal administratif de Châlons-en-Champagne ordonne à nouveau une expertise médicale. Les trois nouveaux experts sont nommés le 3 juillet et devront déposer leur rapport pour le 31 octobre.
22 novembre 2018 : Les experts mandatés par la justice confirment son « état végétatif chronique irréversible ». Le rapport indique également que la prise en charge de Vincent Lambert limitée à la couverture de ses « besoins fondamentaux primaires ne relève pas de l'acharnement thérapeutique ou d'une obstination déraisonnable » et que la condition médicale de Vincent Lambert « n'appelle aucune mesure d'urgence ».
16 janvier 2019 : La cour administrative d'appel de Nancy rejette le recours déposé par les avocats des parents le 6 décembre pour « cause de suspicion légitime », afin que l'affaire soit jugée par un autre tribunal. Les avocats dénonçaient, notamment, de « graves défauts de procédure du président du tribunal administratif, de la partialité, des préjugements ». Le tribunal administratif de Châlons-en-Champagne tient alors une audience le 21 janvier pour reprendre l'examen du dossier sur le fond, devant faire connaître sa décision vers le 1er février.
31 janvier 2019 : Le tribunal administratif de Châlons-en-Champagne valide la procédure d'arrêt des soins : d'une part, « il résulte [...] que le maintien des soins et traitements constitue une obstination déraisonnable » car ils n'ont pour effet « que le seul maintien artificiel de la vie du patient ». D'autre part, « la volonté de Vincent Lambert de ne pas être maintenu en vie, dans l'hypothèse où il se trouverait dans l'état qui est le sien depuis dix ans », est établie. Les avocats des parents ont considéré que « le tribunal a fait preuve de partialité » et ont annoncé leur intention de faire appel devant le Conseil d'État pour demander « un complément d'expertise ».
24 avril 2019 : Le Conseil d'État estime que la décision d'arrêt des soins prise le 9 avril 2018 par le CHU de Reims est légalement justifiée, malgré l'opposition des parents de Vincent Lambert. La confirmation du Conseil d'État valide dans le même temps la décision du tribunal administratif de Châlons-en-Champagne rendue le 31 janvier 2019, qui estimait que « le maintien des soins et traitements » de Vincent Lambert constituait « une obstination déraisonnable ».
30 avril 2019 : La CEDH rejette la demande de mesures provisoires des parents de Vincent Lambert et confirme la décision prise par le Conseil d'État.
15 mai 2019 : Le tribunal administratif de Paris rejette un recours en urgence des parents de Vincent Lambert demandant la suspension de la procédure d'arrêt des soins de Vincent Lambert, prévue pour débuter le 20 mai 2019, dans l'attente de l'examen d'une plainte déposée devant le Comité international des droits des personnes handicapées (CDPH) de l'ONU. L'arrêt des soins commence donc à la date prévue.
20 mai 2019 : La CEDH rejette une nouvelle demande de mesures provisoires déposée le jour même par les parents de Vincent Lambert, faute d'élément nouveau,.
Alors que l'arrêt des soins a débuté dans la matinée, dans la soirée la Cour d'appel de Paris ordonne à l'État que soient repris les soins visant à maintenir en vie Vincent Lambert afin de faire respecter les mesures provisoires demandées par le CDPH,. Les parents de Vincent Lambert portent plainte contre le CHU de Reims et le docteur Sanchez pour « non-assistance à personne en péril ».
31 mai 2019 : Le gouvernement dépose un pourvoi en cassation contre la décision de la Cour d'appel de Paris ordonnant la reprise des traitements. L'audience a lieu le 24 juin 2019, le procureur général de la Cour de cassation préconise de casser la décision sans renvoi devant une autre juridiction, la décision est attendue le 28 juin.
28 juin 2019 : La Cour de cassation casse et annule l'arrêt de la Cour d'appel sans renvoi.
3 juillet 2019 : Alors que l'arrêt des traitements a repris la veille, le tribunal administratif de Châlons-en-Champagne rejette un recours des parents de Vincent Lambert, ces derniers souhaitaient de nouveau faire respecter la demande provisoire du CDPH.
11 juillet 2019 : Après dix jours d'arrêt des traitements, Vincent Lambert décède au CHU de Reims. 
28 janvier 2020 : Le docteur Sanchez est relaxé de la plainte déposée le 20 mai 2019 par la mère de Vincent Lambert pour « non-assistance à personne en danger ». Le tribunal a suivi les réquisitions du procureur estimant que le médecin a « parfaitement respecté ses obligations légales », les juges estimant en outre que cette plainte « n'avait d'autres motifs que de s'opposer à la loi Leonetti-Claeys ». La mère de Vincent Lambert relève appel de cette décision. 
13 novembre 2020 : Cet appel est rejeté par la cour d'appel de Reims. L'un des conseils de la mère de Vincent Lambert annonce immédiatement le dépôt d'un pourvoi en cassation.
La situation de Vincent Lambert a donc conduit à au moins une dizaine de procédures judiciaires nationales et/ou internationales qui se sont succédé ou qui ont été menées conjointement depuis 2013 : procédures contestant les décisions des différents médecins responsables de Vincent Lambert, procédures liées à la désignation d'un tuteur, procédures liées à la demande de transfert dans un autre établissement, procédures du neveu François Lambert, procédures pénales des parents.

## Examen du cas par le Conseil d'État en 2014

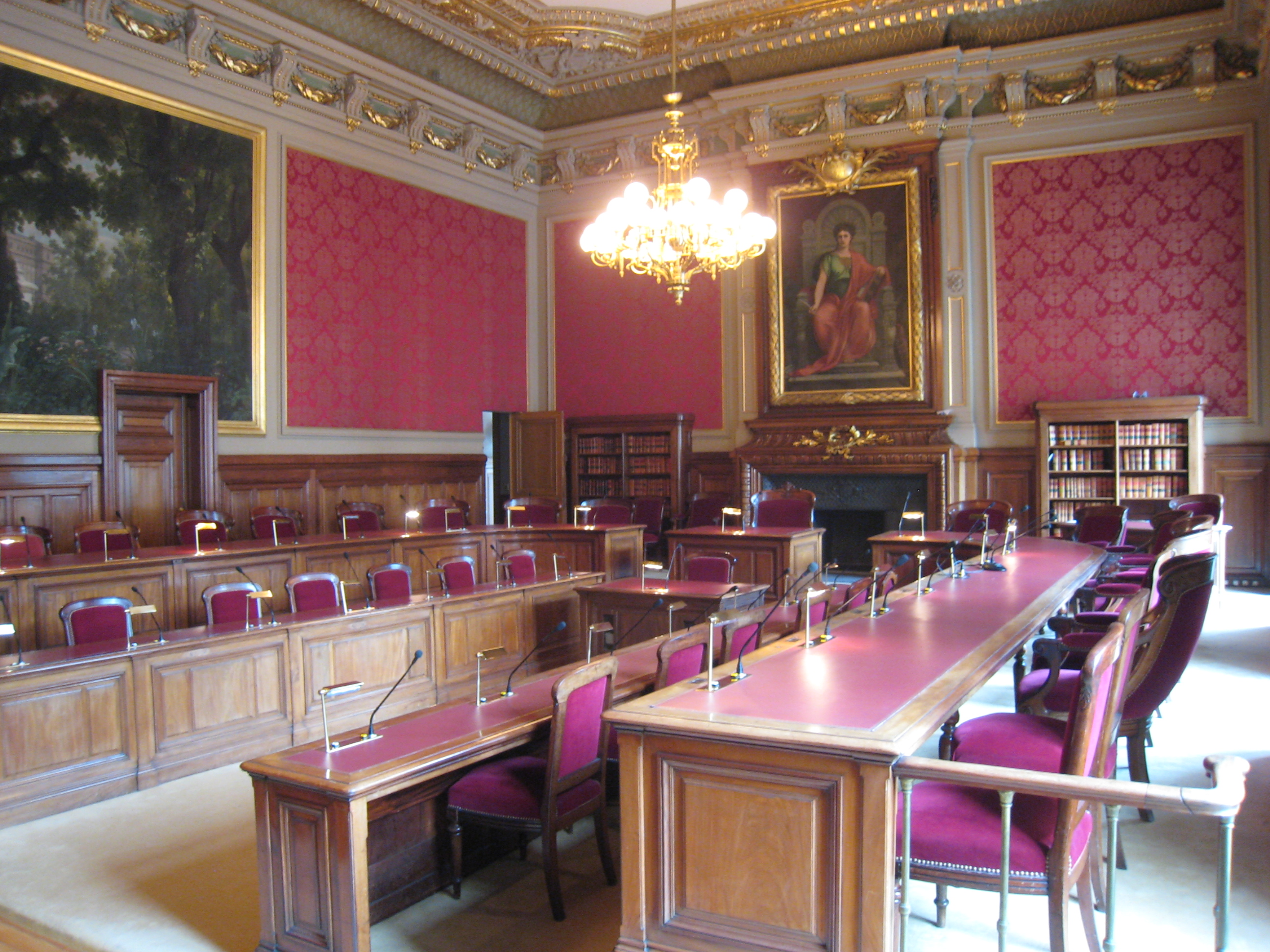
Salle du contentieux du Conseil d'État.

L'assemblée du contentieux du Conseil d'État se prononce sur le cas par une décision du 24 juin 2014. L'arrêt retient d'une part que Vincent Lambert n'est pas dans un « état pauci-relationnel », suivant l'expertise de 2011, mais dans un « état végétatif ». Il retient d'autre part que l'alimentation artificielle peut être considérée comme faisant partie des traitements, susceptibles d'être arrêtés.

## Opinion de la Cour européenne des droits de l'homme

### Arguments des défendeurs

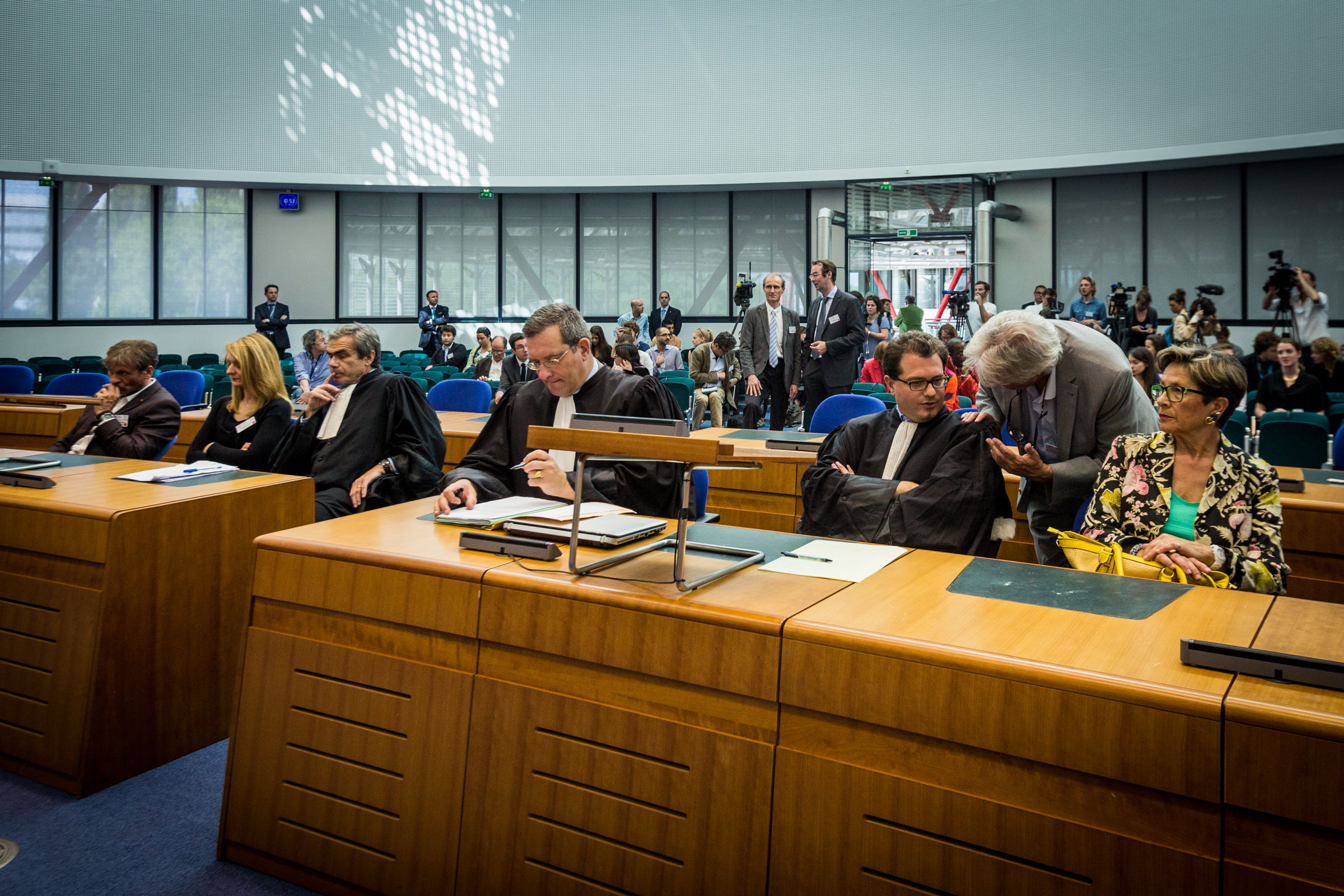
À gauche, Rachel Lambert, épouse de Vincent Lambert et son avocat Me Laurent Pettiti ; à droite, Viviane Lambert et ses avocats Me Jean Paillot et Me Jérôme Triomphe.

Les parents de Vincent Lambert, avec une de ses sœurs et un demi-frère, contestent la décision du Conseil d'État en faveur de l'arrêt de son alimentation et de son hydratation artificielles, estimant qu'elle violerait son droit à la vie et constituerait une torture. Ils contestent que Vincent Lambert soit dans un état végétatif, soulignant que « Vincent a recommencé à déglutir, cela ouvre la possibilité de s'alimenter ». Pour le Dr Bernard Jeanblanc, responsable d'un service spécialisé qui accueille des personnes à la conscience altérée : « Pour l'avoir vu récemment, Vincent n'est pas en état végétatif, mais en situation d'état pauci-relationnel ».

### Saisine et exclusion des défendeurs
Cette section ne s'appuie pas, ou pas assez, sur des sources secondaires ou tertiaires indépendantes du sujet. Le texte peut contenir des analyses inexactes ou inédites de sources primaires.
Pour l'améliorer, ajoutez-en, ou placez des modèles {{Source secondaire souhaitée}} ou {{Source secondaire nécessaire}} sur les passages mal sourcés. (avril 2020)
La cour a été saisie sur une possible violation de l'article 2 (droit de toute personne à la vie), l'article 3 (interdiction des traitements inhumains ou dégradants) et l'article 8 (respect de la vie familiale) de la Convention européenne des droits de l'homme.
En réponse, la cour a décidé de ne pas se pencher sur une possible violation des articles 3 et 8 de la convention, car « La Cour a conclu que les requérants n'avaient pas qualité pour invoquer, au nom et pour le compte de Vincent Lambert, la violation des articles 2, 3 et 8 de la Convention ».
Les parents de Vincent Lambert et leurs avocats ont été scandalisés par ce rejet, protestant en ces termes : « aujourd'hui en Europe, toute famille est infondée à défendre un parent sans défense ». Pour leur avocat : « À compter d'aujourd'hui, une personne inconsciente n'est plus protégée par la Convention européenne des droits de l'homme », qui « ne s'applique désormais plus qu'aux personnes en bonne santé, conscientes, en capacité de saisir elles-mêmes la Cour ». Les cinq juges de la CEDH ayant exprimé une opinion dissidente considèrent également que les parents de Vincent Lambert avaient bien qualité pour agir au nom et pour le compte de Vincent Lambert : « En tant que parents proches, ils ont même a fortiori une justification encore plus forte pour agir au nom de celui-ci devant la Cour ».
La cour examine cependant « l'ensemble des questions de fond soulevées par la présente affaire sous l'angle de l'article 2 de la Convention », y compris quand ces questions ont été invoquées par les requérants jugés sans qualité pour agir. Ces questions, limitées par conséquent à l'examen de la conformité du cadre juridique français par rapport aux exigences de la Convention européenne des droits de l'homme, et au respect de ce cadre par la procédure suivie pour Vincent Lambert, sont présentées ci-après.

### Importance de l'arrêt
La « mort naturelle » est une notion en voie de disparition : en 2015, pratiquement la moitié des morts en France pourraient être différées par des moyens médicaux, et cette proportion augmente régulièrement. Cela pose nécessairement la question de la manière de sortir des soins actifs, pour entrer dans la question des soins palliatifs.
La sortie de l'« acharnement thérapeutique », ou de l'« obstination déraisonnable », a été jugée conforme à l'intérêt de la personne considérée. Chaque année, 20 000 personnes en France, en situation juridique d'« obstination déraisonnable », font l'objet d'un arrêt de ces traitements dans le cadre d'une procédure entre médecins et d'un dialogue apaisé et respectueux avec la famille et les proches.

L'arrêt de la CEDH montre avant tout que la loi française est effectivement conforme à la Convention européenne des droits de l'homme. Comme le souligne Jean Leonetti, l'auteur de la loi relative aux droits des malades et à la fin de vie : 

« Une décision inverse aurait pu inciter de nombreux médecins à considérer que la règle, désormais, était l'obstination déraisonnable »

La juridiction européenne insiste sur le fait que sur ces questions, chaque État dispose d'une marge de manœuvre.

L'arrêt verrouille également dans ses considérations le respect de la volonté du patient : 

« La cour ne reconnaît, évidemment, pas le droit à l'euthanasie, elle nous dit qu'à partir du moment où les médecins estiment qu'ils sont en obstination déraisonnable de soins, ou d'acharnement thérapeutique, si le patient a exprimé une volonté de ne pas prolonger les soins, alors le médecin doit suivre l'avis du patient, y compris si celui-ci n'est plus en état de consentir. »

## Arrêt des soins de 2019

### Nouvelle décision du Conseil d'État en 2019
En 2017, le responsable du service de soins palliatifs au centre hospitalier universitaire de Reims (chargé de l'unité « cérébro-lésés » au sein de laquelle Vincent Lambert était alors hospitalisé) décide d'engager une nouvelle procédure collégiale en 2018. À l'issue de cette procédure, le 9 avril 2018, le médecin prend la décision d'arrêter les traitements de nutrition et d'hydratation artificielles.
Cette décision est contestée devant le tribunal administratif de Châlons-en-Champagne puis devant le Conseil d'État. Le 24 avril 2019, le Conseil d'État rejette la requête en vue d'annuler la décision du médecin.
Les requérants (entre autres la mère de Vincent Lambert) annoncent immédiatement leur intention de déposer deux demandes au fond, « sur des fondements différents », soit une requête devant la CEDH et une plainte devant le CDPH,.
Le 11 mai, l'AFP relaie l'information selon laquelle le médecin de Vincent Lambert a annoncé à ses proches l'intention de l'équipe médicale d'initier l'« arrêt des traitements et la sédation profonde et continue » dans la semaine du 20 mai 2019.

### Plainte au Comité international des droits des personnes handicapées
Le 3 mai 2019, selon les avocats des demandeurs, le CDPH demande à l'État français de suspendre la décision d'arrêt d'alimentation et d'hydratation de Vincent Lambert dans l'attente d'une décision sur le fond.
Le 13 mai 2019, les avocats des demandeurs annoncent avoir saisi le Défenseur des droits pour faire appliquer les mesures provisoires demandées par le CDPH. Le 17 mai 2019, le Défenseur des droits estime qu'il « ne lui appartient pas » de trancher.
Le 2 juillet 2019, selon les avocats de ses parents, le CDPH s'oppose une nouvelle fois à l'arrêt des soins et réitère en urgence auprès de l'État français sa demande de maintien de l'alimentation et de l'hydratation de M. Vincent Lambert à titre conservatoire, "rappelant à la France de prendre les mesures nécessaires pour veiller à ce que l'alimentation et l'hydratation entérales ne soient pas suspendues pendant le traitement de son dossier par le Comité".

### Refus français de la demande de suspension du Comité international des droits des personnes handicapées
La 5 mai, la ministre de la Santé déclare que La France n'est «pas tenue» par l'avis du comité de l'ONU. Dans un mémoire du 7 mai, le gouvernement français répond à la CPDH, estimant que les demandes de ce comité ont un caractère non contraignant et que les décisions rendues à titre provisoire ne sont pas non plus juridiquement contraignantes,.
Le 15 mai, le tribunal administratif de Paris rejette un premier recours en urgence des parents de Vincent Lambert. Ce recours avait pour but de suspendre la procédure d'arrêt des soins prévu dans l'attente de l'examen de la plainte par le CPDH. Le tribunal estime que « le comité des droits des personnes handicapées, qui n’est pas une instance nationale, ne constitue pas une juridiction ».
Le 20 mai 2019, alors que l'arrêt des soins a débuté dans la matinée, dans la soirée la Cour d'appel de Paris « ordonne à l'État français [...] de prendre toutes mesures aux fins de faire respecter les mesures provisoires demandées par le Comité international des droits des personnes handicapées le 3 mai 2019 tendant au maintien de l'alimentation et l'hydratation » de Vincent Lambert.
Le 28 juin, la Cour de cassation casse et annule l'arrêt de la Cour d'appel sans renvoi, justifiant la décision en ces termes : « d’une part, que, le droit à la vie n’entrant pas dans le champ de la liberté individuelle au sens de l’article 66 de la Constitution, la décision, prise par l’État, de ne pas déférer à la demande de mesures provisoires formulée par le CDPH, ne portait pas atteinte à la liberté individuelle, d’autre part, qu’en l’état notamment des décisions rendues en dernier lieu par le juge des référés du Conseil d’État le 24 avril 2019 et par la Cour européenne des droits de l’homme le 30 avril 2019, cette décision n’était pas manifestement insusceptible d’être rattachée à un pouvoir lui appartenant, de sorte que les conditions de la voie de fait n’étaient pas réunies, la Cour d’appel a violé les textes susvisés ». La cour suit ainsi l'avis du procureur, pour qui « le Conseil constitutionnel retient une conception étroite de la liberté individuelle, à laquelle ne saurait être rattaché le droit à la vie ».

### Demandes de mesures provisoires à la Cour européenne des droits de l'homme
Une demande de mesures provisoires adressée à la CEDH est rejetée le 30 avril 2019 ; celle-ci décide, « eu égard aux circonstances, de refuser les demandes de mesures provisoires qui lui avaient été présentées, le 24 avril 2019, à savoir de suspendre l’exécution de l’arrêt du Conseil d’État du 24 avril 2019 et prononcer une interdiction de sortie du territoire de Vincent Lambert ». Dans son communiqué de presse, la Cour rappelle également à cette occasion que « par un arrêt de Grande chambre prononcé le 5 juin 2015, elle avait conclu qu’il n’y aurait pas violation de l’article 2 de la Convention en cas de mise en oeuvre de la décision du Conseil d’État du 24 juin 2014, autorisant l’arrêt de l’alimentation et de l’hydratation artificielles de Vincent Lambert ».
Une nouvelle demande de mesures provisoires, déposée le 20 mai, est rejetée le jour-même par la Cour au motif « qu’aucun élément nouveau de nature à lui faire adopter une position différente ne lui a été présenté par les requérants ».

### Démarches des parents en 2019
Le 18 mai 2019, les parents adressent une lettre ouverte au président de la République, dernier à pouvoir intervenir. Le 20 mai, Emmanuel Macron répond qu'il ne lui « appartient pas de suspendre une décision qui relève de l’appréciation des médecins (de Vincent Lambert) et qui est en conformité avec nos lois ».
Un rassemblement est organisé le 19 mai 2019 pour demander à l'hôpital de Reims de continuer à hydrater et nourrir Vincent Lambert ; la Conférence des évêques de France se dit étonnée de la « précipitation » à conduire « vers la mort » Vincent Lambert.
Le 1er juillet 2019, à la suite de la décision de la Cour de cassation du 28 juin, Viviane Lambert s'exprime lors d'une table ronde organisée en marge de la 41e session du Conseil des droits de l'homme à Genève, par le Centre européen pour le droit et la justice, une ONG basée à Strasbourg.

### Depuis le décès
À la suite du décès de Vincent Lambert, le procureur de la République de Reims ouvre une enquête « en recherche des causes de la mort »,, afin de vérifier que l'arrêt des traitements a respecté la loi. Les parents de Vincent Lambert sont déboutés le 28 janvier 2020 par le tribunal correctionnel de Reims de leur plainte contre le docteur Vincent Sanchez pour « non assistance à personne en danger ».

## Polémiques

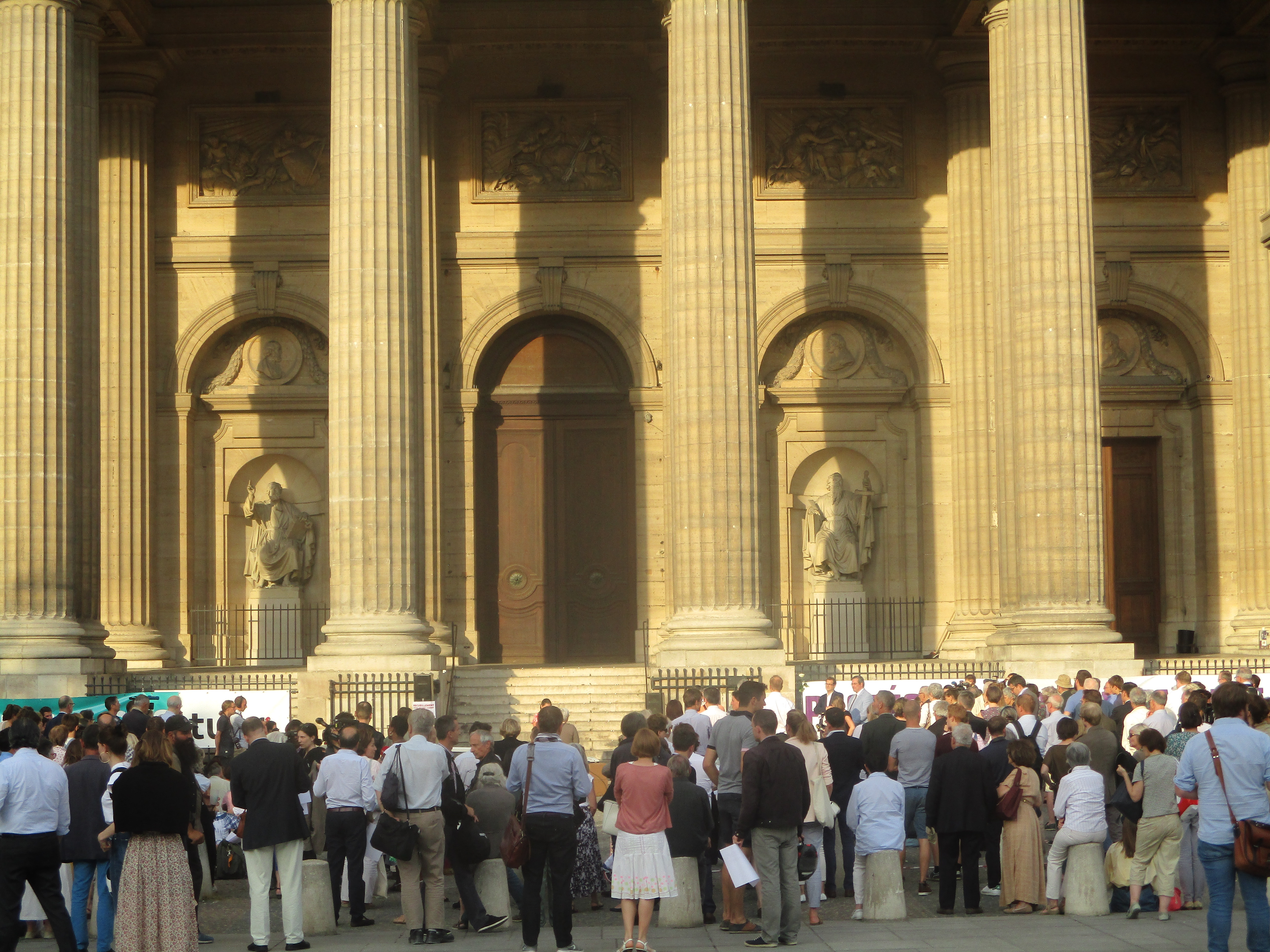
Manifestation en l'honneur de Vincent Lambert la veille de sa mort le 10 juillet 2019, devant l'église Saint-Sulpice de Paris.

En mai 2013, l'épouse de Vincent Lambert accuse certains mouvements catholiques intégristes d'avoir instrumentalisé l'affaire. C'est sur des sites radicaux proches de la mouvance intégriste (Riposte catholique, Le Salon beige), ou sur le blog anti-avortement de Jeanne Smits, journaliste à Présent, qu'ont été publiées en premier les informations concernant Vincent Lambert. Et c'est Jérôme Triomphe, par ailleurs avocat du mouvement intégriste Civitas, qui défend les intérêts des parents de Vincent Lambert. Ces derniers sont aussi conseillés par une attachée de presse proche de l'Opus Dei. En juin 2015, les évêques de la région Rhône-Alpes se prononcent également contre l'arrêt des traitements.
Après l'arrêt de la CEDH du 5 juin 2015, une vidéo du malade est diffusée le 9 juin suivant par le comité de soutien pour son maintien en vie, visant à montrer que Vincent Lambert « interagit » avec son environnement. Pour Éric Kariger, l'ancien chef du service de soins palliatifs qui a suivi Vincent Lambert pendant de nombreuses années, c'est une manipulation médiatique. « C'est irrespectueux pour le malade, pour son épouse et sa fille, qui ne peuvent pas faire le deuil, à travers cet acharnement qui vient de leur propre famille ».
Éric Kariger est l'auteur d'un livre sur l'affaire Vincent Lambert où il prétend avoir fait l'objet en 2013 d'une plainte pour tentative d'assassinat avec circonstances aggravantes, de la part des parents de Vincent, de son frère David et de sa sœur Anne. Selon lui, l'acharnement de ces derniers viendrait d'une culpabilité à ne pas avoir réussi à protéger Vincent d'un pédophile dans la Fraternité sacerdotale Saint-Pie-X,, : « Je me demande s'ils n'éprouvent pas une certaine culpabilité à ne pas avoir protégé Vincent comme ils auraient voulu le faire. Peut-être sont-ils dans un processus de réparation qui les amène, aujourd'hui, à protéger sa vie “à tout prix”. »
Le 11 avril 2018, la mère de Vincent Lambert écrit une lettre ouverte au président de la République, via Le Figaro, dans laquelle elle s'oppose à la décision renouvelée du 9 avril 2018 du CHU de Reims d'arrêter l'hydratation et la nutrition artificielles de son fils, et dans laquelle elle expose les raisons de son refus.
Le 18 avril 2018, dans une tribune publiée dans Le Figaro, 70 médecins et professionnels de santé spécialisés dans la prise en charge de personnes cérébro-lésées en état végétatif chronique ou pauci-relationnel (EVC / EPR) affirment que selon eux « Il est manifeste que Vincent Lambert n'est pas en fin de vie » et qu'il doit être transféré dans une unité spécialisée.